# Жёны пророка Мухаммеда

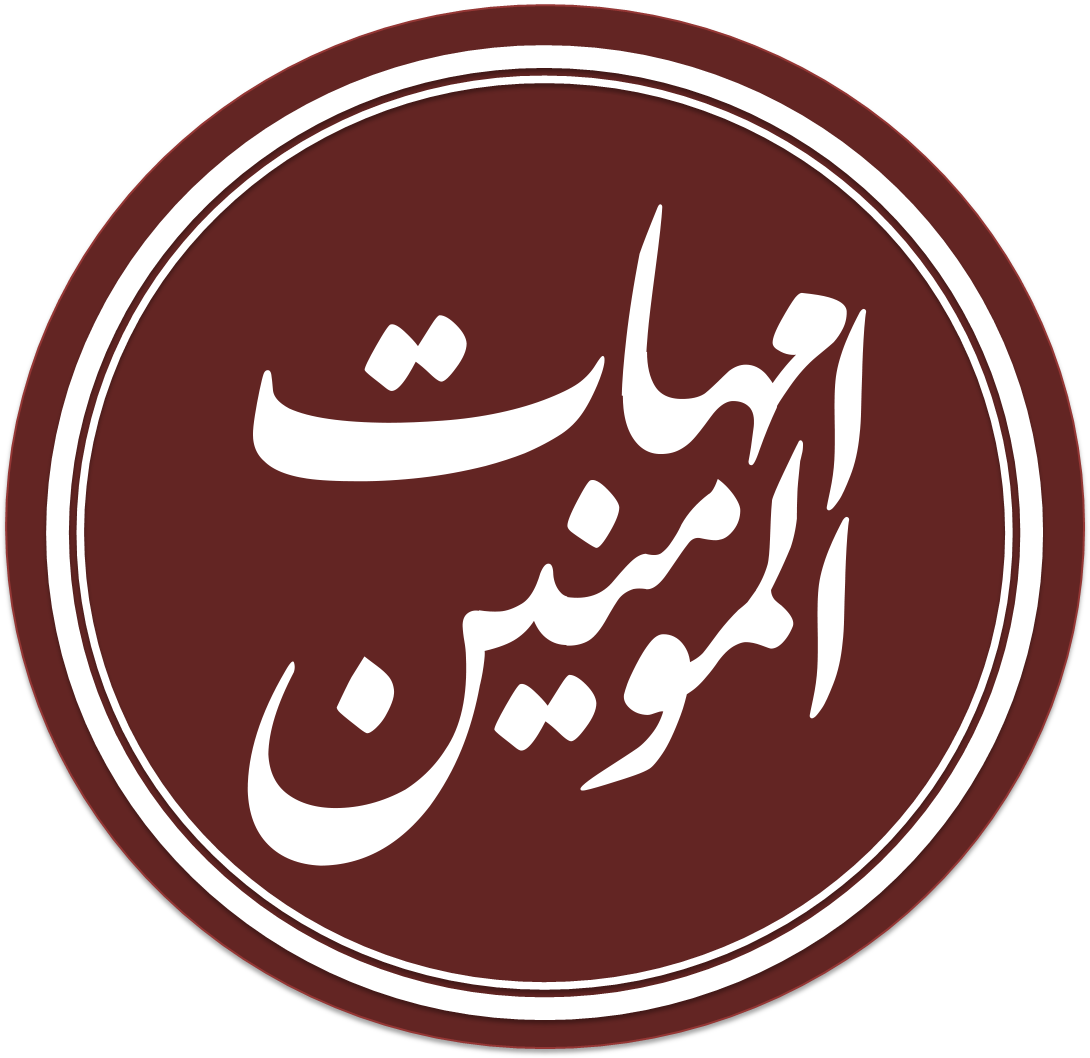
«Матери правоверных» (أمهات المؤمنين), означающее жён Мухаммеда, в арабской каллиграфии

Жёны пророка Мухаммеда или матери правоверных (араб. أمهات المؤمنين‎) — женщины, вышедшие замуж за пророка Мухаммеда.
Известный историк Аль-Масуди, в своей книге «Муруджуз-захаб» отмечает, что у Мухаммеда было 15 жён. Другой известный историк, Йакуби, пишет, что у Мухаммеда было 21 или 23 жены. Йакуби отмечает, что Мухаммед вступил в физические отношения только с 13 жёнами, а остальные скончались либо после заключения брака, либо до брачной ночи, либо он развёлся с ними до брачной ночи. К списку 13 жён относятся 11 жён, которые упомянуты в книге «Сира-Ибн Хишам», а также Мария-коптянка и Умму Шарик Газийа. (Кардави указывает только на число девять, но без Хадиджи, то есть десять; это число жён, переживших Мухаммеда (по свидетельству Ибн Хишама). Уотт указывает, что многие племена претендовали на родственные связи с Мухаммедом, поэтому список жён может быть сильно преувеличен. Он называет имена только одиннадцати жён (с Хадиджей), что ближе к традиционным представлениям (также он приводит имена двух наложниц). Мухаммед женился на всех до коранического запрета, где запрещалось иметь больше четырёх жён. Все жены, кроме Аиши, были до него замужем, то есть не были девственницами. Все жёны имели статус «матерь верующих (или правоверных)».

## Жёны Мухаммеда

### Хадиджа бинт Хувайлид
Хадиджа бинт Хувайлид (араб. خديجة بنت خويلد‎; 555—619) — первая жена Мухаммеда, мать правоверных. Она происходила из мекканского племени Курайш. От первого мужа Атика ибн Азиза у неё родилась дочь. После его смерти она вышла замуж за Абу Халу из племени Тамим и родила ему сына и двух дочерей. После смерти Абу Халы она вышла замуж за Мухаммеда.
Хадиджа была добропорядочной и добродетельной женщиной. Она занималась торговлей, и для этого она нанимала людей, которые от её имени вели торговые операции в Сирии. Одним из её торговых представителей стал Мухаммед, который однажды выехал со слугой Хадиджи Майсарой и принёс ей большую прибыль. Майсара сообщил ей о честности, здравомыслии и прочих достоинствах Мухаммеда, после чего Хадиджа, через свою представительницу подругу Нафиса бинт Мунаббих, предложила Мухаммеду жениться на ней. Предложение было им принято и дядя Мухаммеда Абу Талиб посватал Хадиджу для него. В то время Хадидже было 40, а Мухаммеду — 25 лет. От этого брака родились сын аль-Касим, дочери Зайнаб, Рукайя, Умм Кульсум, Фатима и сын Абдуллах.
Согласно преданию, Хадиджа стала первым человеком, уверовавшим в пророческую миссию Мухаммеда. Она всегда и во всем поддерживала своего мужа и Мухаммед любил её, называя наилучшей женщиной. Он до конца своей жизни хранил добрую память о Хадидже и до самой её смерти она оставалась его единственной женой.

### Сауда бинт Зама
Сауда бинт Зама ибн Кайис ибн Абд-Шамс (араб. سودة بنت زمعة‎; неизв., Мекка — неизв., Медина) — вторая жена Мухаммеда, носящая титул мать правоверных. Мухаммед женился на Сауде в возрасте 53 года, уже после смерти Хадиджи и переселения в Медину. Она была вдовой одного из первых мусульман ас-Сакрана ибн Амра. Её отец принадлежал к племени курайшитов. Сауда бинт Зама была первой женщиной, совершившей переселение в Эфиопию. Её первым мужем был её двоюродный брат Сакран ибн Амр, который подвергался преследованиям со стороны многобожников Мекки. После возвращения в Мекку Сакран умер. У Сауды и Сакрана был сын, который умер шахидом в битве при Джалуле в 637 году.
Мухаммед женился на Сауде в месяц шавваль, в десятом году своего пророчества, через несколько лет после смерти Хадиджи. Она была старше Мухаммеда. Сауда была набожной и благочестивой женщиной. После смерти Мухаммеда, Сауда получила в подарок деньги, которые она потратила на благотворительность. Она умерла в конце периода правления халифа Умара в Медине.

### Аиша бинт Абу Бакр
Аиша бинт Абу Бакр — дочь его ближайшего сподвижника Абу Бакра. Аиша отличалась умом, и после Хадиджи названа самой любимой среди жён. Она сопровождала своего отца во время миграции мусульман в Эфиопию в 615 году. В 622 году она вышла замуж за Мухаммеда. Аиша передала огромное количество хадисов, в том числе касающихся семейной жизни Мухаммеда. Это сведения о том, что Мухаммед делал и говорил в стенах своего дома, свидетелями чего в большинстве случаев могли быть только члены его семейства.
По некоторым исламским источникам, Аиша была отдана замуж за Мухаммеда когда ей было 6 лет, а на момент фактического начала брачной жизни ей было девять. Однако, по другим данным ей было десять лет уже на момент свадьбы.
Также имеются данные некоторых исторических хроник, согласно которым ей было пятнадцать или даже семнадцать лет. В мусульманских источниках и исследованиях фигурирует различный возраст Аиши. В то же время, у Ибн Хишама и некоторых других историков имеется информация о том, что Аиша была в числе первых принявших ислам людей, а это означает, что в момент брака ей было 15 лет. Кроме того, некоторые историки и исследователи приводят данные о том, что до Мухаммеда к ней посватался Джубейр ибн Мутим, и она была старше 17 лет. Также, многие исторические хроники дают информацию о сестре Аиши Асме, которая умерла в возрасте 100 лет в 73 году хиджры. Это означает, что во время хиджры (переселения Мухаммеда из Мекки в Медину) ей было 27 лет. В то же время известно, что Аиша была младше её на 10 лет. А это, в свою очередь, означает, что к моменту её брака с Мухаммедом ей было 17 лет.
После убийства халифа Усмана она была в числе тех, кто требовал немедленного наказания убийц халифа. Новый халиф Али ибн Абу Талиб не спешил с расследованием, предпочитая дождаться разрядки обстановки в Халифате. Это привело к тому, что Аиша подняла солдат на мятеж, во главе которого встали её родственники Тальха и аз-Зубайр. Распространено заблуждение, будто Аиша и её сторонники отказывались признать Али халифом. На самом деле их целью являлось «воздаяние равным» убийцам Усмана. Сторонники Аиши сами начали вершить правосудие, казнив в Басре около 600 участников преступления. Мятежники сначала захватили Куфу, а затем двинулись к Басре, где в 656 году состоялась Верблюжья битва, при которой сторонники Аиши потерпели поражение. Сама Аиша под стражей была доставлена в Мекку, где была отпущена и впоследствии умерла. Все остальные пленные также были отпущены по приказу Али.

### Хафса бинт Умар
Хафса бинт Умар — дочь его сподвижника Умара. Она родилась приблизительно за пять лет до начала пророчества Мухаммеда и приняла ислам вместе со своим отцом в Мекке. Спасаясь от гонений Хафса, вместе со своим мужем Хунайсом ибн Хузафой совершила переселение, вначале в Эфиопию, а затем в Медину. Хунайс участвовал в битве при Бадре и Ухуде. Во время битвы при Ухуде он получил тяжёлое ранение и скончался.
После того, как Хафса стала вдовой, её отец Умар пытался выдать её замуж за Усмана ибн Аффана, а затем Абу Бакра ас-Сиддика. Не получив ни от одного из них согласия, Умар обратился к Мухаммеду, на что тот ответил, что он сам женится на Хафсе, а свою дочь Умм Кульсум выдаст замуж за Усмана. Брак между Мухаммедом и Хафсой был заключен в 3 году хиджры. В это время Мухаммед уже был женат на Аише бинт Абу Бакр и Сауде бинт Зама. Хафса отличалась своей набожностью, много времени проводила в поклонении Аллаху и в то же время отличалась волевым характером. Известно около 60 хадисов, переданных Хафсой. Она также хранила первый экземпляр Корана, который был собран при халифе Абу Бакре, а затем, по просьбе халифа Усмана, был передан ему и размножен. Хафса умерла в возрасте 60 лет в Медине.

### Зейнаб бинт Хузайма
Зайна́б бинт Хуза́йма (араб. زينب بنت خزيمة‎; 595—626) — жена Мухаммеда, которая умерла спустя всего три месяца после замужества. Зайнаб бинт Хузайма происходила из племени Амир ибн Саса. За своё милосердие и внимание по отношению к нуждающимся, она получила прозвище Умм Масакин (мать бедных). Её первым мужем был Туфайл ибн Харис. После развода с Туфайлом Зайнаб вышла замуж за Убайду ибн Хариса, который погиб в битве при Бадре.
В 3 году хиджры племя Амир ибн Саса перебило представителей Мухаммеда, из-за чего отношения этого племени с мусульманами резко ухудшились. Для недопущения кровопролития, Мухаммед решил жениться на Зайнаб бинт Хузайма, которая также была представительницей этого племени. Их брак состоялся в 4 году хиджры. Спустя несколько месяцев после свадьбы Зайнаб умерла. Она была добродетельной и набожной женщиной, проводила много времени в молитвах и обильно раздавала милостыню.

### Зейнаб бинт Джахш
Зайнаб бинт Джахш — бывшая жена приемного сына Мухаммеда Зайда ибн Хариса. Зайнаб бинт Джахш была одной из первых мусульманок. Она родилась приблизительно за 20 лет до начала пророчества Мухаммеда. При рождении её звали Баррой, но Мухаммед дал ей новое имя — Зайнаб. Будучи незамужней девушкой, Зайнаб в числе первых переселилась в Медину. Мухаммед хотел женить на ней своего вольноотпущенника Зейда ибн Харису, упразднив этим обычаи периода невежества (джахилии), согласно которым свободная женщина не могла выйти замуж за бывшего раба. Зайнаб и её братья были против этого брака, но после ниспослания 36 аята суры Аль-Ахзаб она согласилась на этот брак. Её брачный союз с Зейдом ибн Харисой оказался несчастливым, и Зейд решил развестись со своей женой. Несмотря на все увещевания со стороны Мухаммеда, через год они развелись.
Мухаммед был очень опечален разрывом этого брачного союза. Он пытался поправить положение, женившись на Зайнаб, но обычаи периода невежества, запрещавшие жениться на бывшей жене своего приемного сына, не давали ему сделать этого. Однако, в это время были ниспосланы аяты, упраздняющие этот обычай, а вместе с тем и запрещающий называть приемных детей по имени своих опекунов. После этого, в 5 году хиджры, Мухаммед женился на Зайнаб бинт Джахш. Зайнаб была трудолюбивой, добродетельной и набожной женщиной. Она много времени проводила в молитвах и постах. Зайнаб бинт Джахш умерла в возрасте 53 лет, в Медине. Она была первой женой Мухаммеда, умершей после его смерти.

### Джувайрия бинт аль-Харис
Джувайрия бинт аль-Харис — дочь вождя племени Бану Мусталик Хариса ибн Дирара. В 5 году хиджры мусульмане победили племя Мусталик, Джувайрия была пленена. Её отец был вынужден приехать к Мухаммеду с просьбой о её освобождении, и выплатить выкуп в качестве верблюдов. После освобождения Джувайрии, Мухаммед переговорил с её отцом и другими их приближёнными, в результате чего они приняли ислам. После этого, Мухаммед попросил Хариса ибн Дирара выдать Джувайрию за него замуж. Одной из причин этого брака было стремление Мухаммеда установить добрые отношения с племенем Бану Мусталик, которое было достаточно влиятельным на Аравийском полуострове. После заключения брака мусульмане отпустили на волю около 100 семей пленённых мусталикитов.

### Сафия бинт Хуяй
Сафия бинт Хуяй ибн Ахтаб араб. صفية بنت حيي بن أخطب‎; 610, Медина — 670, Медина) — жена Мухаммеда, дочь вождя иудейского племени Бану Надир Хуяйа ибн Ахтаба и дочери вождя племени Бану Курайза Барры бинт ас-Самауаль. Её отец Хуяйй ибн Ахтаб, будучи ярым врагом Мухаммеда и мусульман, не упускал возможности поссорить между собой ансаров и мухаджиров и вступал в коалицию с курайшитами. В молодости Сафия была очень красива, и в Медине, где она жила, было много желающих жениться на ней. Первым её мужем был известный поэт племени Саллям бин Мишкам аль-Курайза, но их брак продлился не долго. Вторым её мужем стал Кинан ибн ар-Раби ибн Абу аль-Хукайк имевший высокое положение среди представителей племени Бану Надир.
После того как иудейские племена Медины (Бану Кайнука, Бану Надир и Бану Курайза) нарушили договоры с мусульманами они были изгнаны и Бану Надир обосновались в Хайбаре. После изгнания из Медины отец Сафии не переставал враждовать с Мухаммедом и однажды договорился с арабскими племенами о нападении на Медину, но мусульмане узнали о заговоре и решили опередить, их двинувшись на Хайбар. В ходе битвы при Хайбаре были убиты отец и муж Сафии, а сама Сафия в числе других представителей своего племени была взята в плен. Увидев пленённую Сафию, Мухаммед взял её себе в наложницы, а затем освободил её из рабства. После освобождения ей был предоставлен выбор сохранить свою религию и уйти куда пожелает, либо остаться с Мухаммедом и Сафия решила остаться и жить с Мухаммедом. По случаю женитьбы Мухаммеда на Сафии к ним приходили гости и приносили еду с собой. Возраст Сафии на момент брака с Мухаммедом составлял 17 лет. Во время смуты, начавшейся в конце правления Усмана ибн Аффана, Сафия встала на сторону халифа и пыталась защитить его. Сафия бинт Хуяй умерла в 50 году хиджры и похоронена на кладбище Джаннат аль-Баки в Медине.

### Рамля бинт Абу Суфьян
Умм Хабиба Рамля бинт Абу Суфьян — дочь влиятельного курайшитского лидера Абу Суфьяна ибн Харба. До принятия ислама Рамля отошла от языческой веры своих предков и исповедовала ханифизм. Она приняла ислам вместе со своим мужем Убайдуллой ибн Джахшем, который до принятия ислама исповедовал христианство. Спасаясь от гонений курайшитов, они эмигрировали в Эфиопию, где Убайдулла внезапно совершил вероотступничество (ридда) и снова перешел в христианство. Несмотря на его настойчивые попытки обратить Рамлю в христианство, она осталась верной исламу и развелась с ним. После этого она не могла вернуться в Мекку, так как её отец Абу Суфьян был ярым противником мусульман. Узнав обо всем этом, Мухаммед выразил своё восхищение искренней верой этой женщины. Он послал своего представителя к эфиопскому негусу Наджаши, с просьбой отослать Рамлю к нему в Медину для заключения с ней брака. В 7 году хиджры они поженились. Этот брак позволил Мухаммеду ослабить напряжение между ним и лидером мекканских язычников Абу Суфьяном. Рамля бинт Абу Суфьян была набожной и благочестивой женщиной. Она умерла в 665 году, в период правления своего брата Муавии в возрасте 70 лет. Известно более 65 хадисов, переданных ею.

### Умм Салама бинт Абу Умая
Умм Салама бинт Абу Умайя — жена Мухаммеда. Её настоящее имя Хинд, но все знали её как Умм Салама. Она происходила из рода Бану Махзум племени курайшитов. Её отца звали Умайя Абу ибн аль-Мугира аль-Махзуми, а мать Атика бинт Амир. Умайя Абу ибн аль-Мугира был редким по своей щедрости человеком среди арабов и за это его даже назвали «благодетелем путешественника». Умм Салама и её муж, Абдуллах ибн Абдуласад, были одними из первых мусульман, за что подвергались нападкам со стороны курайшитов и вынуждены были мигрировать в Эфиопию. 23 марта 625 года, в битве при Ухуде от полученных ран умер её муж Абдуллах ибн Абдуласад. От этого брака у неё остался сын по имени Умар ибн Абу Салама.
После смерти Абдуллы ибн Абдуласада в битве при Ухуде она стала известна как Аййин аль-Араб («вдова арабов»). Она осталась одна с маленькими детьми, но получила поддержку со стороны мухаджиров и ансаров. После окончания срока идда (четыре месяца и десять дней) к ней приходили свататься Абу Бакр и Умар ибн аль-Хаттаб, но она им отказала. Но на предложение женитьбы Мухаммеда она согласилась. У Умм Саламы было трое детей, а четвёртый ребёнок родился практически сразу после брака с Мухаммедом. Умм Салама просила Хусейна ибн Али не ехать в Ирак, так как опасалась за его жизнь. Она умерла в возрасте восьмидесяти четырёх лет в 62 году хиджры в Медине и была похоронена на кладбище Джаннат аль-Баки. Умм Салама была последней из живых матерей правоверных.

### Райхана бинт Зейд
Райхана бинт Зейд бинт ʿАмр (араб. ريحانة بنت زيد بن عمرو‎) — одна из жен Мухаммеда. Имеются сообщения и о том, что она была его наложницей. Райхана бинт Зейд происходила из иудейского племени Курайза. Её первым мужем был некий Хакам. В 626 году после похода мусульман против племени Курайза она попала в плен, после чего досталась Мухаммеду. Он предложил Райхане принять ислам, однако она отказалась. Спустя некоторое время, она заявила о принятии ислама и после этого Мухаммед освободил её. Райхана была добродетельной и набожной женщиной. Она умерла раньше других жен Мухаммеда.

### Маймуна бинт аль-Харис
Маймуна бинт аль-Харис (араб. ميمونه بنت الحارث‎; 594—674) — бывшая свояченица дяди Мухаммеда Аббаса. При рождении её звали Баррой, однако Мухаммед назвал её Маймуной. В период язычества она была замужем за Масуда ибн Амра, но затем развелась с ним и вышла замуж за Абу Рухума ибн Абд аль-Уззу. Спустя некоторое время, она осталась вдовой. Мухаммед женился на ней по совету Аббаса в 7 году хиджры. Она была последней его женой, после которой он ни на ком не женился. Маймуна была добродетельной и набожной женщиной. Известно около 70 хадисов, переданных ею.

### Мария аль-Кибтия
Мари́я аль-Кибти́я (араб. مارية القبطية‎; неизв., Египет — 637, Медина) — наложница Мухаммеда, которая была подарена ему в 628 году правителем Египта Мукаукисом. Мария аль-Кибтия не упоминается в списке жён Ибн Хишама, и многие историки считают, что она была всего лишь наложницей.
Отец Марии был одним из авторитетных коптских христиан, а мать имела римское происхождение. В 6 году хиджры (627—628 г.) Мухаммед отправил Хатиба ибн Абу Балта с письмом к правителю Египта Мукаукису, в котором он известил его о появлении новой веры и пригласил присоединиться к нему. В ответ на письмо Мукаукис отправил многочисленные подарки, в числе которых была Мария и её сестра Сирин. По дороге в Медину девушки приняли ислам и вошли в Медину, будучи верующими мусульманками.
По приезде в Медину Марию поселили в местности под названием «аль-Алия» (ныне аль-Авали). Через два года Мария родила Мухаммеду сына, которого назвали Ибрахим. Через 16 месяцев после рождения Ибрахим внезапно заболел и умер. В 637 году Мария аль-Кибтия умерла, а её тело было похоронено на кладбище «Аль-Баки».

## Матери правоверных
Все жёны Мухаммеда удостоились титула «матерей правоверных».